# Municipio de Jefferson (condado de Huntington)
El municipio de Jefferson (en inglés: Jefferson Township) es un municipio ubicado en el condado de Huntington en el estado estadounidense de Indiana. En el año 2010 tenía una población de 757 habitantes y una densidad poblacional de 8,07 personas por km².

## Geografía
El municipio de Jefferson se encuentra ubicado en las coordenadas 40°42′0″N 85°29′57″O / 40.70000, -85.49917. Según la Oficina del Censo de los Estados Unidos, el municipio tiene una superficie total de 93.76 km², de la cual 93,09 km² corresponden a tierra firme y (0,72 %) 0,67 km² es agua.

## Demografía
Según el censo de 2010, había 757 personas residiendo en el municipio de Jefferson. La densidad de población era de 8,07 hab./km². De los 757 habitantes, el municipio de Jefferson estaba compuesto por el 97,89 % blancos, el 0,26 % eran afroamericanos, el 0,13 % eran asiáticos, el 0,92 % eran de otras razas y el 0,79 % eran de una mezcla de razas. Del total de la población el 2,25 % eran hispanos o latinos de cualquier raza.